# 데버러 로웬버그 볼

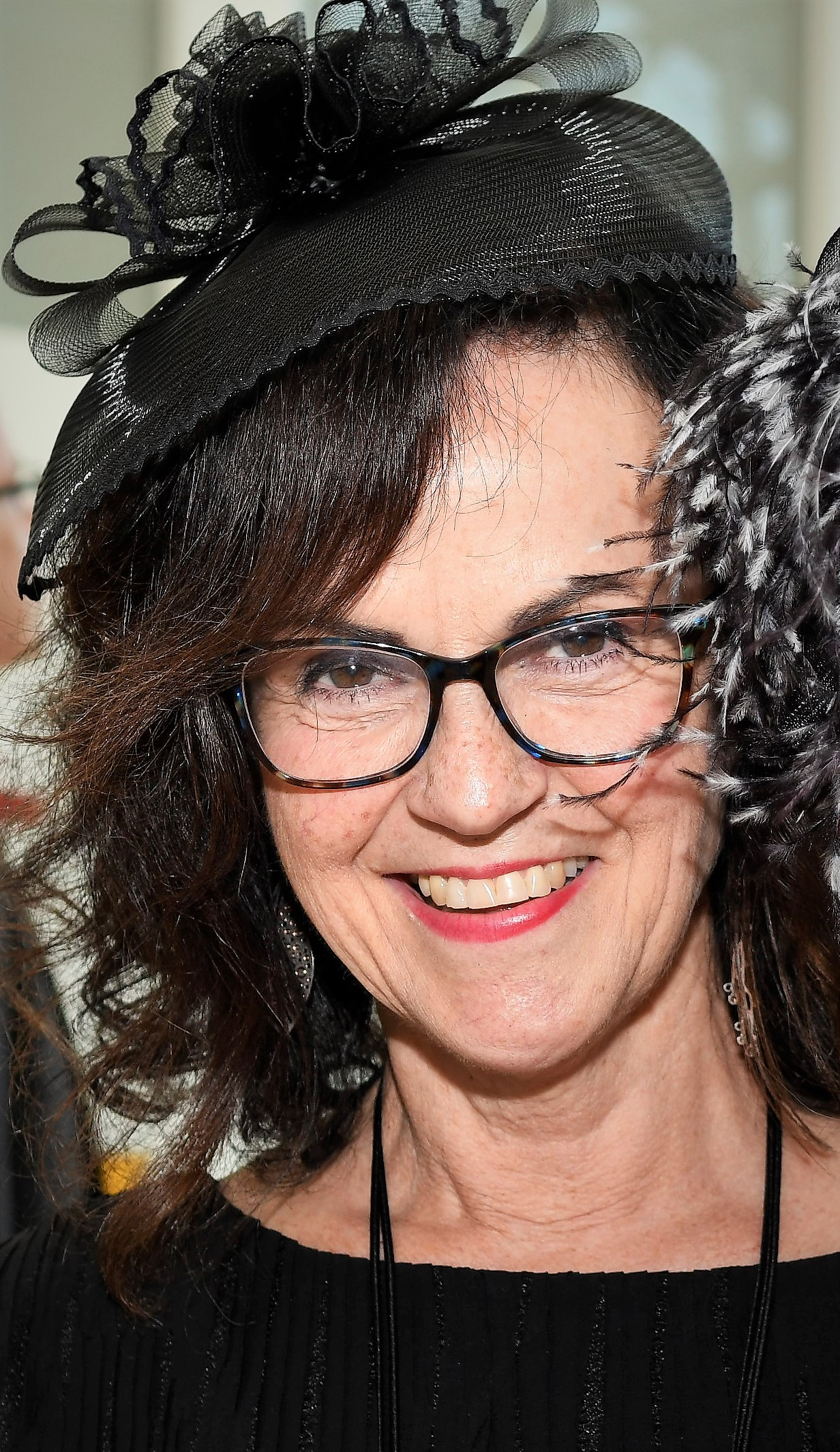

데버러 로웬버그 볼(Deborah Loewenburg Ball)은 미국의 교육 연구가로, 수학 교육에 대한 연구로 잘 알려져 있다. 현재 미시간 대학교 교육 대학의 학장이다. 또한 미국 수학회의 회원이기도 하다.